# Płaskowyż Tarnogrodzki

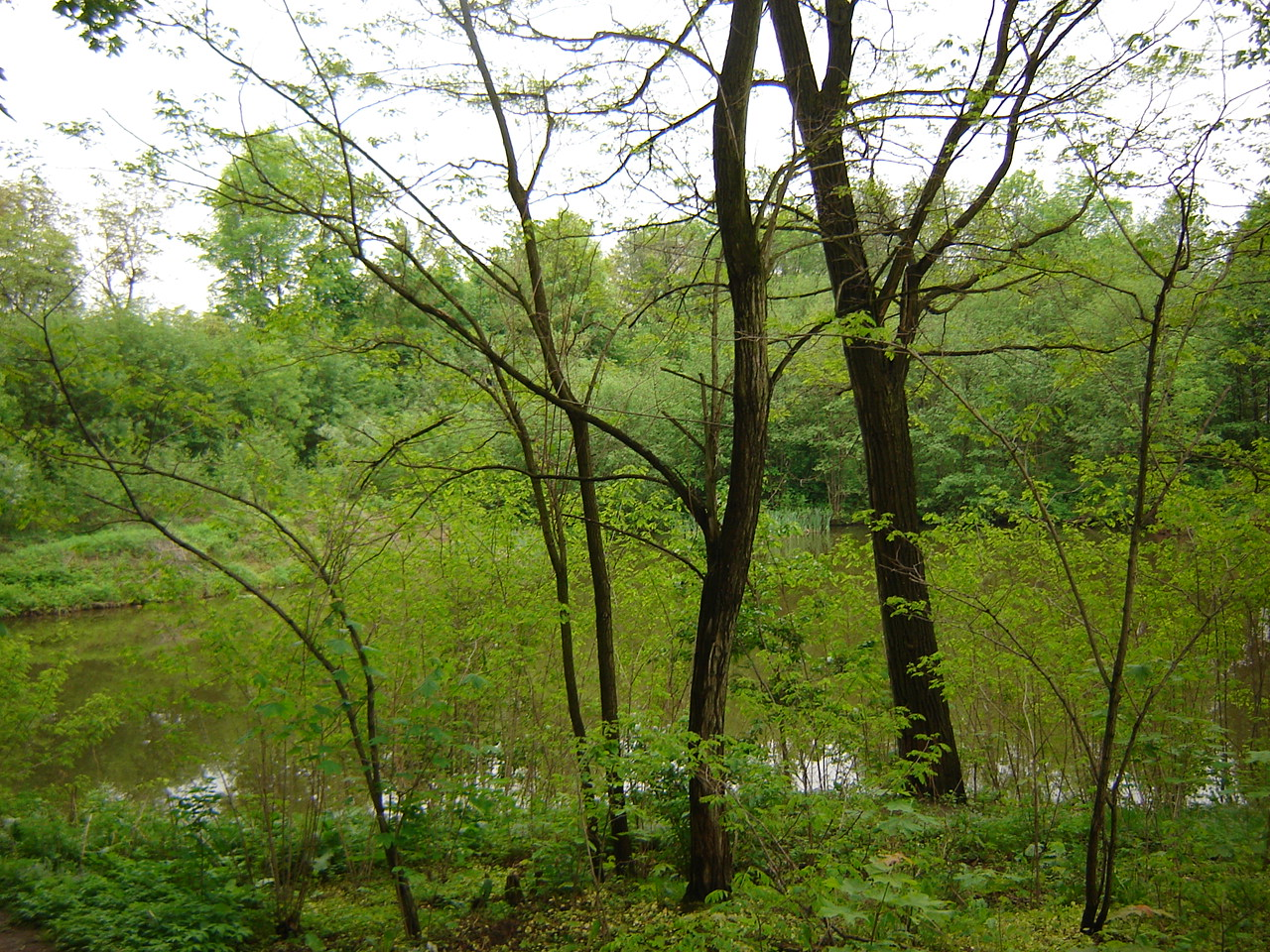
Staw pod Tarnogrodem

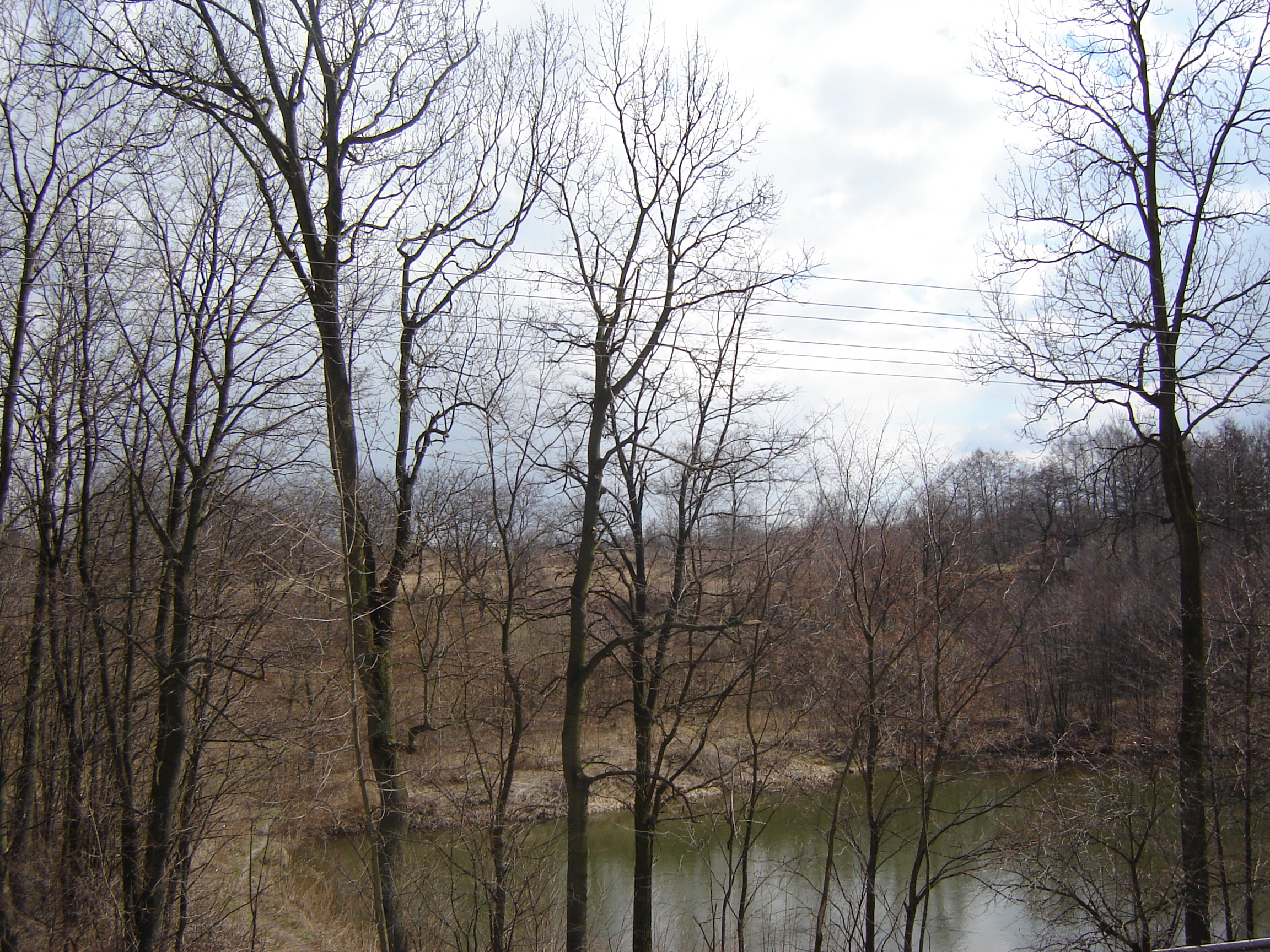
Krajobraz Płaskowyżu

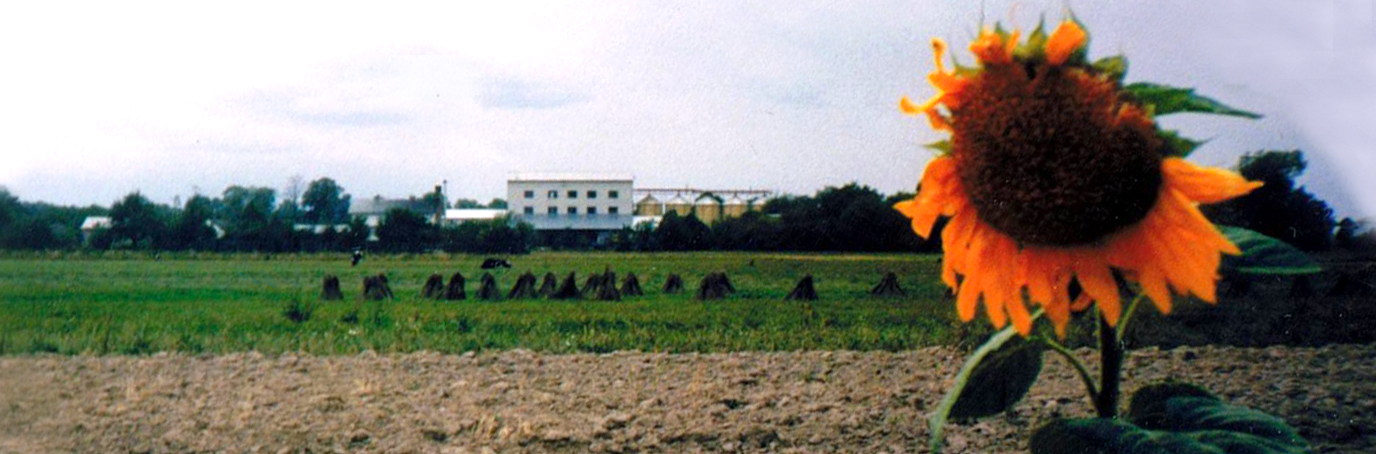
Pejzaż rolniczy

Płaskowyż Tarnogrodzki (512.49; ukr. Терногородське плато) – duży mezoregion fizycznogeograficzny w południowo-wschodniej Polsce i zachodniej Ukrainie, stanowiący wschodnią część Kotliny Sandomierskiej. Mezoregion bierze swoją nazwę od miasta Tarnogród.

## Położenie
Płaskowyż Tarnogrodzki rozpościera się między dolinami Tanwi, Sanu i Szkła, a wałem Roztocza. Przez środek mezoregionu przepływa do Sanu płytką łukową doliną rzeka Lubaczówka. Południowo-wschodni kraniec regionu leży na obszarze Ukrainy. W granicach Polski region zajmuje powierzchnię 2 260 km². Płaskowyż Tarnogrodzki graniczy od południowego zachodu z Doliną Dolnego Sanu, od północy z Równiną Biłgorajską, a od wschodu i północnego wschodu z Roztoczem Wschodnim. Na południu region styka się z Płaskowyżem Chyrowskim (na Ukrainie).

## Walory geograficzne
Region jest płaskowyżem ukształtowanym pofałdowanymi wysoczyznami, osiągającym wysokość od 220 do 280 m n.p.m. (maksymalnie 284 m), a względnie od 30 do 60 m. Rzeźba terenu jest głównie monotonna, urozmaicona wałami piaszczystymi i pagórami wydmowymi (głównie wydmy paraboliczne) jak np. Smerecka Góra (229 m) czy Wilcza Góra (230 m). Płaskowyż zbudowany jest z iłów mioceńskich, na których zalegają przykryte lessem gliny i piaski czwartorzędowe, co daje regionowi charakter rolniczy. Na północ od doliny Lubaczówki, pomiędzy Sieniawą a Lubaczowem, znajduje się rozległy kompleks wielogatunkowych lasów mieszanych (tzw Lasy Sieniawskie z rezerwatem Lupa o powierzchni 4,2 ha). Zbiorowisko wodne dominują rzeki Lubaczówka, Tanew, Wirowa i Złota Nitka oraz duże kompleksy stawów powstałych w miejscach po dawnych bagnach i mokradłach.

## Zasięg administracyjny
Płaskowyż Tarnogrodzki rozpościera się na pograniczu województw lubelskiego i podkarpackiego, na terenie ośmiu powiatów:
- biłgorajskiego – gminy: Potok Górny i Tarnogród, południowa część (na południe od Tanwi) gmin: Biszcza, Księżpol, Łukowa i Obsza
- lubaczowskiego – miasto i gmina Lubaczów, gminy: Oleszyce, Stary Dzików, Wielkie Oczy i Cieszanów, południowa część gminy Horyniec-Zdrój i zachodnia część gminy Narol
- jarosławskiego – gmina Wiązownica (niemal w całości), wschodnia część gmin: Laszki i Radymno oraz północno-wschodnia część gminy Jarosław
- leżajskiego – tylko północno-wschodnia część gminy Kuryłówka
- niżańskiego – południowa część gminy Harasiuki, wschodnia część gminy Ulanów i północno-wschodni skrawek gminy Krzeszów
- przemyskiego – tylko północno-wschodni skrawek gminy Stubno
- przeworskiego – gmina Adamówka i północno-wschodnia część gminy Sieniawa (bez Sieniawy)
- tomaszowskiego – południowo-zachodni fragment gminy Susiec

Na obszarze Ukrainy Płaskowyż Tarnogrodzki rozpościera się na terenie trzech rejonów obwodu lwowskiego (Львівська область):
- jaworowskiego (Яворівський район)
- mościskiego (Мостиський район)
- gródeckiego (Городоцький район)

## Miejscowości
Głównymi polskimi ośrodkami miejskimi na Płaskowyżu Tarnogrodzkim są Lubaczów, Tarnogród, Oleszyce i Cieszanów.
Na terenie Ukrainy leżą Gródek Jagielloński (Городок), Nowojaworowsk (Новояворівськ), Jaworów (Яворів), Mościska (Мостиська), Sądowa Wisznia (Судова Вишня), Szkło (Шкло), Niemirów (Немирів) i Krakowiec (Краковець).
Pozostałe większe miejscowości w obrębie płaskowyżu to:
Adamówka, Babice, Basznia Dolna, Biszcza, Brzyska Wola, Cewków, Chmielek, Chotylub, Dachnów, Kalników, Krzeszów, Laszki, Lipiny Dolne, Łukawiec, Łukowa, Makowisko, Majdan Sieniawski, Obsza, Potok Górny, Ruda Różaniecka, Stary Dzików, Wielkie Oczy, Zapałów i Zamch.
Na pograniczu regionu leżą Harasiuki, Horyniec-Zdrój, Susiec, Szówsko i Wiązownica.
Inne większe miejscowości w obrębie płaskowyżu na Ukrainie to Lubień Wielki (Великий Любінь), Dobrzany (Добряни), Rodatycze (Родатичі), Czerniawa (Черневе), Sokola (Соколя), Nahaczów (Нагачів), Zawadów (Завадів), Hruszów (Грушів) i Lipowiec (Липовець).